# Гаджиєво (пункт базування)
Гаджиєво (рос. Гаджиево) — пункт базування Північного флоту Росії. Розташований у Сайда-губі, ЗАТЗ Скалистий, Мурманська область. У Гаджиєво базуються атомні підводні човни Північного флоту, а також зберігаються стратегічні ядерні боєголовки для БРПЧ.  До складу пункту базування входять причали в місті Гаджиєво (Ягельна губа) та в селищі Оленья Губа (Оленья губа).
Пункт базування було відкрито у 1956 році і він слугував портом приписки для дизельних підводних човнів. Із 1963 року в Гаджиєво почали також базуватися атомні підводні човни, зокрема затонувший у 1986 році К-219. У 1995 році в Гаджиєво ледь не сталася ядерна аварія. 21 вересня в Гаджиєво було припинено подачу електроенергії, оскільки Міністерство оборони заборгувало Коленерго значну суму. Пізніше Уряд РФ примусив постачальника електроенергії відновити її подачу.
Станом на 2010 рік у Гаджиєво базуються 31-ша (РПКСН проєкту 667БДРМ) і 24-та (МПЛАТРК проєкту 971) дивізії 12-ї ескадри підводних човнів, а також 29-та окрема бригада підводних човнів (підводні човни спеціального призначення) і 270-й гвардійський дивізіон малих протичовнових кораблів. Також Гаджиєво слугує місцем зберігання відпрацьованого палива зі списаних підводних човнів. Там зберігаються радіоактивні відходи — 200 м³ рідких і 2 037 м³ твердих. У сусідній Сайда-губі є «кладовище кораблів», де за підтримки Німеччини було створено найбільше у світі сховище реакторів списаних атомних підводних човнів.

## Підводні човни та кораблі, що базуються у пункті базування Гаджиєво

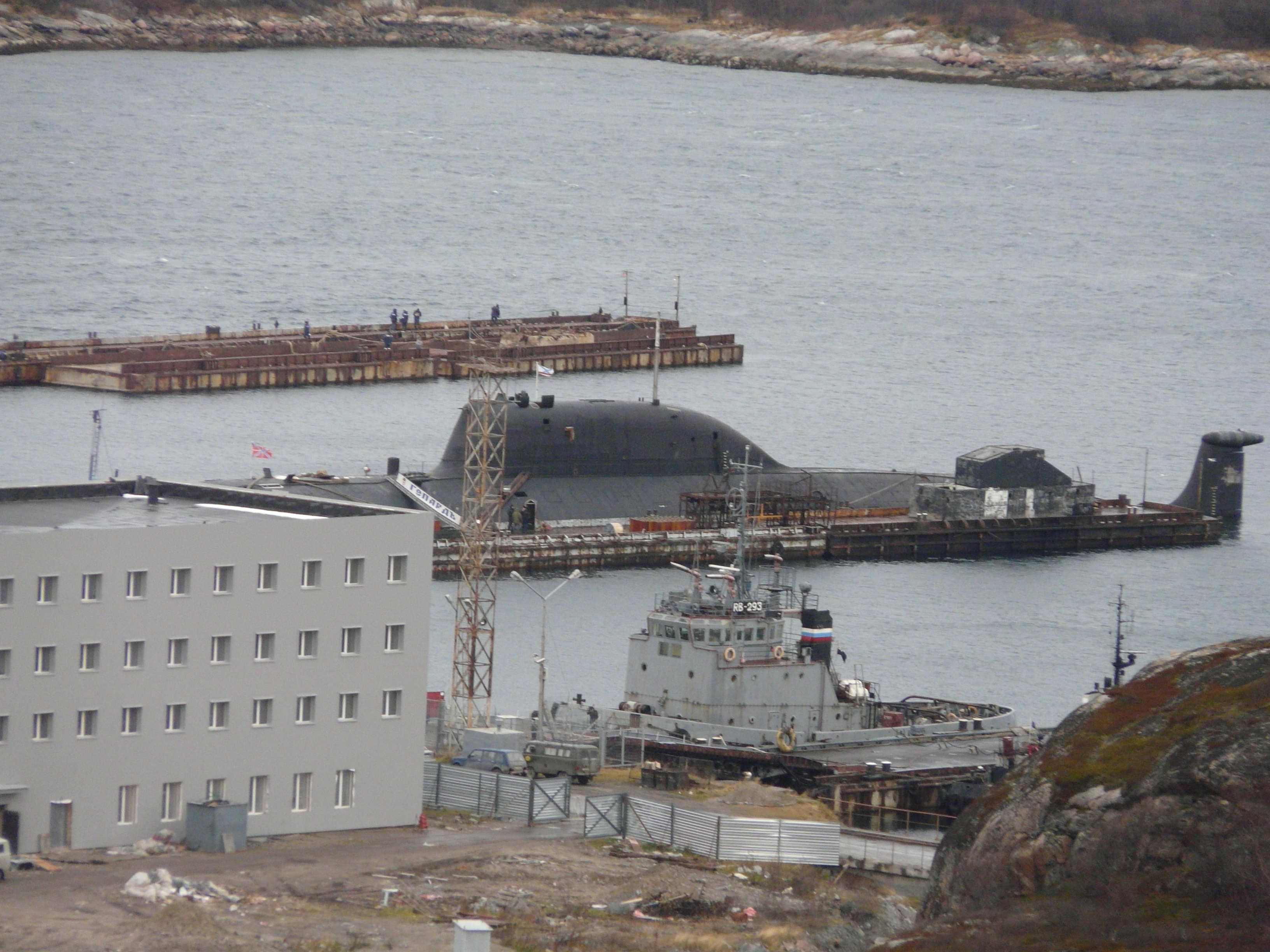
Вигляд на базу Гаджиєво

У наведеному нижче списку можуть бути підводні човни, які вже вийшли або готуються до виходу зі складу ВМФ. Дані наведені станом на січень 2008 року.

### Оленья Губа
29-та дивізія підводних човнів
- АС-13 — атомна глибоководна станція проєкту 1910. У складі флоту з 1986 року.
- АС-15 — атомна глибоководна станція проєкту 1910. У складі флоту з 1991 року.
- АС-33 — атомна глибоководна станція проєкту 1910. У складі флоту з 1994 року.
- АС-21 — атомний підводний човен спеціального призначення проєкту 1851. У складі флоту з 1991 року.
- АС-23 — атомний підводний човен спеціального призначення проєкту 1851. У складі флоту з 1986 року.
- АС-35 — атомний підводний човен спеціального призначення проєкту 1851. У складі флоту з 1995 року.
- АС-12 — атомна глибоководна станція проєкту 10831. У складі флоту з 1997 року.
- КС-129 «Оренбург» — атомний підводний човен спеціального призначення проєкту 09786. У складі флоту з 1981 року. На ремонті.
- БС-64 «Подмосковье» — атомний підводний човен спеціального призначення.

270-й гвардійський дивізіон малих протичовнових кораблів (2-га дивізія протичовнових кораблів, 7-ма бригада кораблів охорони водного району)
- МПК-14 «Мончегорськ» — малий протичовновий корабель проєкту 1124М. Бортовий номер 190, у складі флоту з 1993 року. На ремонті.
- МПК-59 «Снежногорськ» — малий протичовновий корабель проєкту 1124М. Бортовий номер 196, у складі флоту з 1994 року.
- МПК-194 «Брест» — малий протичовновий корабель проєкту 1124М. Бортовий номер 199, у складі флоту з 1988 року. На ремонті.
- МПК-203 «Юнга» — малий протичовновий корабель проєкту 1124М. Бортовий номер 113, у складі флоту з 1989 року.

### Ягельна Губа
12-та ескадра підводних човнів у складі 18-ї (базується у Західній Лиці), 24-ї та 31-ї дивізій ПЧ.
24-та дивізія підводних човнів
- К-154 «Тигр» — атомний підводний човен проєкту 971. У складі флоту з 1993 року.
- К-157 «Вепр» — атомний підводний човен проєкту 971. У складі флоту з 1995 року.
- К-317 «Пантера» — атомний підводний човен проєкту 971. У складі флоту з 1990 року.
- К-328 «Леопард» — атомний підводний човен проєкту 971. У складі флоту з 1992 року.
- К-335 «Гепард» — гвардійський атомний підводний човен проєкту 971. У складі флоту з 2001 року.
- К-461 «Вовк» — атомний підводний човен проєкту 971. У складі флоту з 1991 року.

31-ша дивізія підводних човнів
- К-496 «Борисоглібськ» — атомний підводний човен із балістичними ракетами проєкту 667БДР. У складі флоту з 1977 року. На утилізації.
- К-18 «Карелія» — атомний підводний човен із балістичними ракетами проєкту 667БДРМ. У складі флоту з 1989 року.
- К-51 «Верхотур’є» — атомний підводний човен із балістичними ракетами проєкту 667БДРМ. У складі флоту з 1984 року.
- К-84 «Єкатеринбург» — атомний підводний човен із балістичними ракетами проєкту 667БДРМ. У складі флоту з 1985 року. На ремонті.
- К-114 «Тула» — атомний підводний човен із балістичними ракетами проєкту 667БДРМ. У складі флоту з 1987 року.
- К-117 «Брянськ» — атомний підводний човен із балістичними ракетами проєкту 667БДРМ. У складі флоту з 1988 року.
- К-407 «Новомосковськ» — атомний підводний човен із балістичними ракетами проєкту 667БДРМ. У складі флоту з 1990 року.
- К-535 «Юрій Долгорукий» — атомний підводний човен із балістичними ракетами проєкту 955. У складі флоту з 2013 року.
- К-555 «Князь Пожарський» — атомний підводний човен із балістичними ракетами проєкту 955. У складі флоту з 24 липня 2025 року.

## Після повномасштабного вторгнення РФ в Україну
29 вересня 2022 року на базі Гаджиєво були зафіксовані зміни поблизу гірського входу, а саме розширення ядерного сховища.
Станом на 28 травня 2025 року на об’єкті було збудовано щонайменше шість нових будівель. За словами керівника проєкту «Ядерне озброєння Росії» Павла Подвига, це свідчить про те, що сховище ракет значно розширяється.
3 серпня 2025 року стало відомо, що українська розвідка здобула секретні документи про новітню атомну субмарину РФ К-555 «Князь Пожарський» проєкту 955А «Борей-А» — ключовий елемент ядерної тріади Кремля. ГУР отримало інженерну документацію, бойові схеми, списки екіпажу, інструкції та корабельні розклади. Ці дані дозволяють виявити технічні обмеження не лише підводного ракетоносія «Князь Пожарського», а й інших субмарин цього класу.